# Paratherina striata
Paratherina striata é uma espécie de peixe da família Telmatherinidae.
É endémica da Indonésia.